# Communauté de communes du canton de Roisel
Die Communauté de communes du canton de Roisel ist ein ehemaliger französischer Gemeindeverband im Département Somme in der Picardie. Der Verband besteht seit dem 30. Dezember 1994. 2013 wurde der Gemeindeverband mit der Communauté de communes du Canton de Combles in der Communauté de communes de la Haute Somme fusioniert.

## Umfang
Der Verband umfasst die folgenden selbstständigen Gemeinden:
1. Aizecourt-le-Bas
2. Bernes
3. Driencourt
4. Épehy
5. Fins
6. Guyencourt-Saulcourt
7. Hancourt
8. Hervilly
9. Hesbécourt
10. Heudicourt
11. Liéramont
12. Longavesnes
13. Marquaix
14. Pœuilly
15. Roisel
16. Ronssoy
17. Sorel
18. Templeux-la-Fosse
19. Templeux-le-Guérard
20. Tincourt-Boucly
21. Villers-Faucon
22. Vraignes-en-Vermandois